# Fritz Amsler
Fritz Amsler (* 20. November 1896 in Hard am Bodensee, Schweiz; † 11. Juni 1954) war ein Schweizer Schriftsteller und Lyriker.

## Leben
Fritz Amsler wurde 1896 in der Schweiz geboren. In Biel im Schweizer Kanton Bern hatte Amsler die städtischen Schulen besucht. Neben seiner beruflichen Tätigkeit als Oberförster im Forstkreis Langenthal im Kanton Bern war er auch als Schriftsteller und Sachbuchautor aktiv. Erste Publikationen von Amsler waren fachbezogen. Im Jahr 1940 und 1941 publizierte der Schweizerische Verband für Waldwirtschaft die Fachbände Wie soll Fichtenrinde für Gerbereizwecke gewonnen werden? und Die Holzverkohlung in Meileröfen: Eine praktische Anleitung von André Bourquin und Fritz Amsler, 1942 wurde darüber hinaus von der Handelshochschule St. Gallen der Titel Die Bedeutung der Rückversicherung für die schweizerische Volkswirtschaft in der Serie Diplomarbeit 1942 veröffentlicht.
1947 erschien Amslers erste belletristische Arbeit, der Lyrik-Band mit dem Titel Gedichte beim Francke Verlag in Bern. 1951 wurde sein Märchenspiel in 11 Bildern Schneewittchen mit Reigen und Liedern von Hans Vogt bei Sauerländer in Aarau veröffentlicht. Im Jahr 1953 erschien bei der Literarisch-dramatischen Gesellschaft in Langenthal das Theaterstück Das Vermächtnis: ein Kammerspiel. Verschiedene Gedichte von Amsler erschienen darüber hinaus auch in Jahrbüchern, Anthologien und Zeitschriften, zum Beispiel in der Edition Lyriker der deutschen Schweiz 1850-1950 herausgegeben von Heinz Helmerking oder in der Sammlung Deutsche literarische Zeitschriften, 1945-1970: ein Repertorium, Band 2, herausgegeben von Bernhard Fischer und Thomas Dietzel.
Fritz Amsler verstarb unerwartet am 11. Juni 1954 im Alter von 57 Jahren, er war verheiratet und hatte zwei Töchter. Am 15. Juni wurde er in Langenthal zu Grabe getragen.

## Schriften

### Einzelbände
- “Gedichte”, (Lyrik), Francke, Bern, 1947
- “Schneewittchen”, (Ein Märchenspiel in 11 Bildern), Sauerländer, Aarau, 1951
- “Das Vermächtnis: ein Kammerspiel”, (Drama), Literarisch-dramatische Gesellschaft, Langenthal, 1953

### Beiträge in Anthologien und Zeitschriften
- “The New International Year Book”, 1948, S. 486
- “Lyriker der deutschen Schweiz 1850-1950”, (Anthologie), Gute Schriften Zürich, 1957, S. 6–7 herausgegeben von Heinz Helmerking
- “Deutsche literarische Zeitschriften, 1945-1970: ein Repertorium, Band 2”, K.G. Saur, 1992, herausgegeben von Bernhard Fischer, Thomas Dietzel, Deutsches Literaturarchiv (Germany)